# Nikola Stošić
Nikola Stošić (in serbo Никола Стошић?; 29 gennaio 2000) è un calciatore serbo, centrocampista dello Sturm Graz II.

## Carriera

### Club
Cresciuto calcisticamente nelle giovanili del Salisburgo, nel 2017 viene aggregato al Liefering, società satellite del Salisburgo, partecipante alla seconda divisione locale. Nel febbraio 2021 firma un contratto con il Ried, con il quale debutta in campionato il 7 marzo successivo, nell'incontro perso in casa per 0-4 contro il Wolfsberger.

### Nazionale
Nel 2016 ha giocato una partita con la nazionale serba Under-16.

## Statistiche

### Presenze e reti nei club
Statistiche aggiornate al 19 marzo 2022.
| Stagione         | Squadra          | Campionato       | Campionato | Campionato | Coppe nazionali | Coppe nazionali | Coppe nazionali | Coppe continentali | Coppe continentali | Coppe continentali | Altre coppe | Altre coppe | Altre coppe | Totale | Totale |
| Stagione         | Squadra          | Comp             | Pres       | Reti       | Comp            | Pres            | Reti            | Comp               | Pres               | Reti               | Comp        | Pres        | Reti        | Pres   | Reti   |
| ---------------- | ---------------- | ---------------- | ---------- | ---------- | --------------- | --------------- | --------------- | ------------------ | ------------------ | ------------------ | ----------- | ----------- | ----------- | ------ | ------ |
| 2017-2018        | Liefering        | 1L               | 3          | 0          |                 | -               | -               |                    | -                  | -                  |             | -           | -           | 3      | 0      |
| 2018-2019        | Liefering        | 2L               | 24         | 2          |                 | -               | -               |                    | -                  | -                  |             | -           | -           | 24     | 2      |
| 2019-2020        | Liefering        | 2L               | 16         | 2          |                 | -               | -               |                    | -                  | -                  |             | -           | -           | 16     | 2      |
| 2020-feb. 2021   | Liefering        | 2L               | 7          | 0          |                 | -               | -               |                    | -                  | -                  |             | -           | -           | 7      | 0      |
| Totale Liefering | Totale Liefering | Totale Liefering | 50         | 4          |                 | -               | -               |                    | -                  | -                  |             | -           | -           | 50     | 4      |
| feb.-giu. 2021   | Ried             | BL               | 4          | 0          | CA              | -               | -               |                    | -                  | -                  |             | -           | -           | 4      | 0      |
| 2021-2022        | Ried             | BL               | 31         | 0          | CA              | 5               | 0               |                    | -                  | -                  |             | -           | -           | 36     | 0      |
| Totale Ried      | Totale Ried      | Totale Ried      | 35         | 0          |                 | 5               | 0               |                    | -                  | -                  |             | -           | -           | 40     | 0      |
| Totale carriera  | Totale carriera  | Totale carriera  | 85         | 4          |                 | 5               | 0               |                    | -                  | -                  |             | -           | -           | 90     | 4      |